# Чемпіонат U-19 України з футболу 2013—2014
2-га юнацька першість України з футболу проходила з липня 2013 року і завершилася у травні 2014 достроково згідно з рішеннями Виконкому ФФУ та Загальних зборів ПЛ.

## Регламент
Чемпіонат буде розбитий на два етапи. На першому етапі клуби розбиті на дві групи «А» і «Б» по 8 команд у кожній за територіальним принципом і зіграють між собою за коловою системою по два матчі кожна з кожною. На другому етапі по 4 найкращі команди з груп увійдуть до групи «1» і розіграють медалі, а 8 гірших команд будуть грати в групі «2». Результати першого етапу анульовуються.

## Учасники
У турнірі візьмуть участь 16 юнацьких команд:
| - «Арсенал» (Київ) - «Волинь» (Луцьк) - «Ворскла» (Полтава) - «Говерла» (Ужгород) - «Динамо» (Київ) - «Дніпро» (Дніпропетровськ) - «Зоря» (Луганськ) - «Іллічівець» (Маріуполь) | - «Карпати» (Львів) - «Металіст» (Харків) - «Металург» (Донецьк) - «Металург» (Запоріжжя) - ФК «Севастополь» - «Таврія» (Сімферополь) - «Чорноморець» (Одеса) - «Шахтар» (Донецьк) |

 — нові команди.

## Перший етап

### Група «А»

#### Учасники
- «Арсенал» (Київ)
- «Волинь» (Луцьк)
- «Ворскла» (Полтава)
- «Говерла» (Ужгород)
- «Динамо» (Київ)
- «Дніпро» (Дніпропетровськ)
- «Карпати» (Львів)
- «Чорноморець» (Одеса)

#### Турнірна таблиця
| М | Команда       | І  | В | Н | П  | РМ    | О  |
| - | ------------- | -- | - | - | -- | ----- | -- |
| 1 | «Чорноморець» | 14 | 9 | 2 | 3  | 22−12 | 29 |
| 2 | «Карпати»     | 14 | 9 | 1 | 4  | 25−14 | 28 |
| 3 | «Дніпро»      | 14 | 7 | 4 | 3  | 29−20 | 25 |
| 4 | «Динамо»      | 14 | 7 | 3 | 4  | 31−23 | 24 |
| 5 | «Волинь»      | 14 | 6 | 2 | 6  | 26−23 | 20 |
| 6 | «Говерла»     | 14 | 5 | 1 | 8  | 20−27 | 16 |
| 7 | «Ворскла»     | 14 | 3 | 2 | 9  | 16−20 | 11 |
| 8 | «Арсенал»     | 14 | 2 | 1 | 11 | 13−43 | 7  |

### Група «Б»

#### Учасники
- «Зоря» (Луганськ)
- «Іллічівець» (Маріуполь)
- «Металіст» (Харків)
- «Металург» (Донецьк)
- «Металург» (Запоріжжя)
- ФК «Севастополь»
- «Таврія» (Сімферополь)
- «Шахтар» (Донецьк)

#### Турнірна таблиця
| М | Команда          | І  | В  | Н | П  | РМ    | О  |
| - | ---------------- | -- | -- | - | -- | ----- | -- |
| 1 | «Шахтар»         | 14 | 13 | 1 | 0  | 54−9  | 40 |
| 2 | «Металіст»       | 14 | 8  | 2 | 4  | 24−13 | 26 |
| 3 | «Металург» З     | 14 | 8  | 1 | 5  | 23−20 | 25 |
| 4 | «Металург» Д     | 14 | 7  | 0 | 7  | 22−22 | 21 |
| 5 | «Зоря»           | 14 | 6  | 2 | 6  | 18−16 | 20 |
| 6 | «Іллічівець»     | 14 | 4  | 2 | 8  | 13−31 | 14 |
| 7 | ФК «Севастополь» | 14 | 3  | 3 | 8  | 13−29 | 12 |
| 8 | «Таврія»         | 14 | 0  | 3 | 11 | 5−32  | 3  |

#### Найкращі бомбардири
| № | Футболіст     | Команда  | Голи (пен.) |
| - | ------------- | -------- | ----------- |
| 1 | Артур Міранян | «Шахтар» | 12 (1)      |

## Другий етап

### Група «1»

#### Учасники
- «Динамо» (Київ)
- «Дніпро» (Дніпропетровськ)
- «Карпати» (Львів)
- «Металіст» (Харків)
- «Металург» (Донецьк)
- «Металург» (Запоріжжя)
- «Чорноморець» (Одеса)
- «Шахтар» (Донецьк)

#### Турнірна таблиця
| М | Команда       | І  | В  | Н | П | РМ    | О  |
| - | ------------- | -- | -- | - | - | ----- | -- |
| 1 | «Металіст»    | 12 | 10 | 1 | 1 | 27−7  | 31 |
| 2 | «Шахтар»      | 12 | 7  | 3 | 2 | 26−10 | 24 |
| 3 | «Карпати»     | 12 | 5  | 3 | 4 | 19−16 | 18 |
| 4 | «Динамо»      | 12 | 5  | 2 | 5 | 20−17 | 17 |
| 5 | «Чорноморець» | 12 | 4  | 3 | 5 | 11−15 | 15 |
| 6 | «Дніпро»      | 12 | 3  | 2 | 7 | 21−33 | 11 |
| 7 | «Металург» З  | 12 | 3  | 1 | 8 | 15−26 | 10 |
| 8 | «Металург» Д  | 12 | 3  | 1 | 8 | 12−27 | 10 |

### Група «2»

#### Учасники
- «Арсенал» (Київ)
- «Волинь» (Луцьк)
- «Ворскла» (Полтава)
- «Говерла» (Ужгород)
- «Зоря» (Луганськ)
- «Іллічівець» (Маріуполь)
- ФК «Севастополь»
- «Таврія» (Сімферополь)

#### Турнірна таблиця
| М  | Команда          | І  | В | Н | П | РМ    | О  |
| -- | ---------------- | -- | - | - | - | ----- | -- |
| 9  | «Іллічівець»     | 9  | 7 | 2 | 0 | 16−4  | 23 |
| 10 | «Ворскла»        | 10 | 5 | 2 | 3 | 14−12 | 17 |
| 11 | «Зоря»           | 9  | 4 | 2 | 3 | 14−7  | 14 |
| 12 | «Говерла»        | 8  | 3 | 1 | 4 | 9−9   | 10 |
| 13 | «Волинь»         | 9  | 3 | 0 | 6 | 12−21 | 9  |
| 14 | «Таврія»         | 9  | 2 | 2 | 5 | 15−18 | 8  |
| 15 | ФК «Севастополь» | 6  | 1 | 1 | 4 | 5−14  | 4  |
| —  | «Арсенал»        | —  | — | — | — | —     | —  |

#### Найкращі бомбардири
| № | Футболіст      | Команда      | Голи (пен.) |
| - | -------------- | ------------ | ----------- |
| 1 | Орест Кузик    | «Динамо»     | 6           |
| 2 | Денис Баланюк  | «Дніпро»     | 6 (1)       |
| 2 | Дмитро Плахтир | «Металург» З | 6 (1)       |
| 4 | Іван Зотько    | «Металіст»   | 6 (4)       |